# Janbechynea paradoxa
Janbechynea paradoxa is een keversoort uit de familie schijnhaantjes (Orsodacnidae). De wetenschappelijke naam van de soort werd in 1953 gepubliceerd door Francisco de Asis Monrós.